# Immigrazione negli Stati Uniti d'America

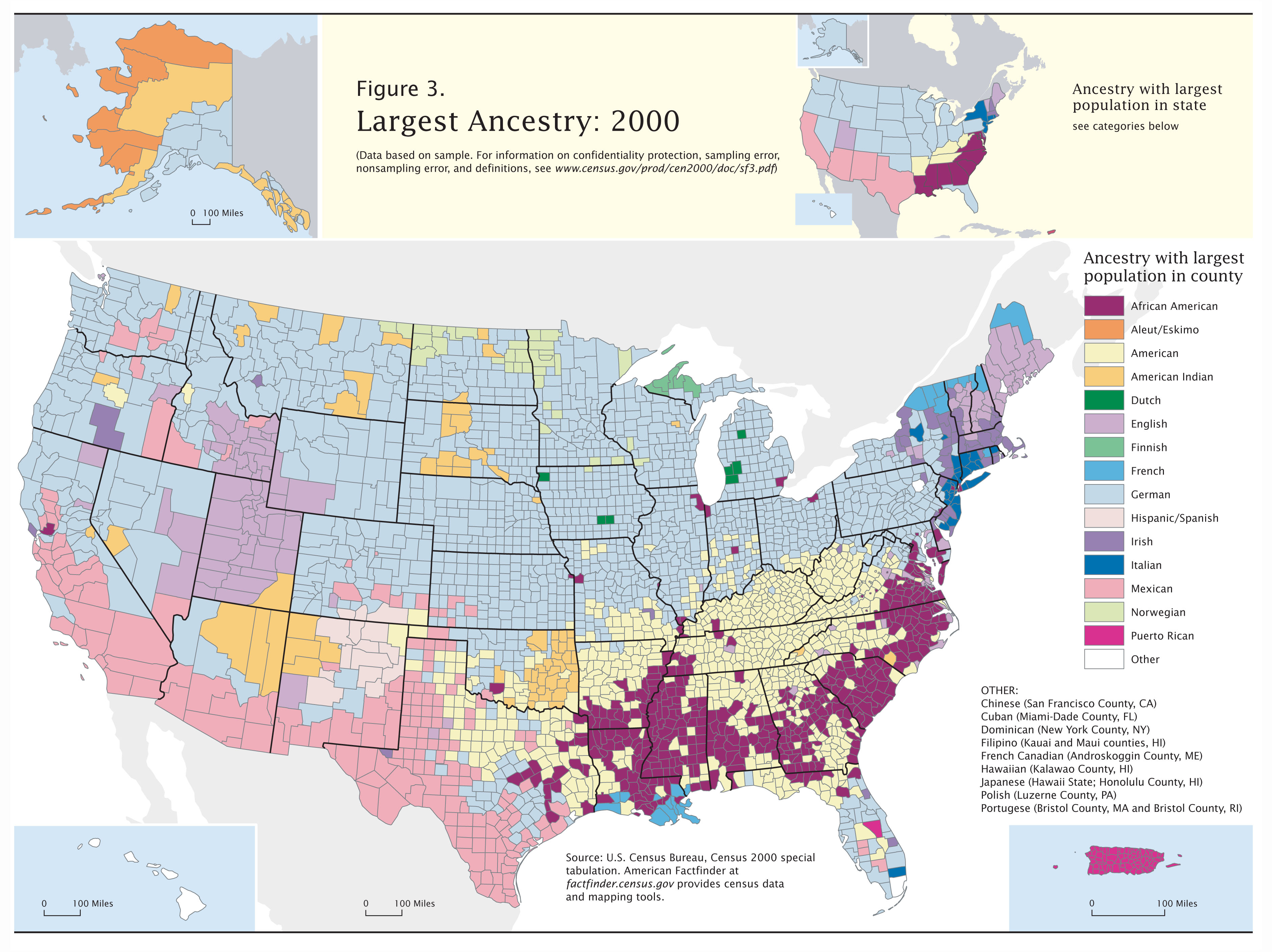
Mappa di riferimento ancestrale del censimento del 2000.

L'immigrazione negli Stati Uniti d'America si riferisce a quel fenomeno di portata internazionale che ha portato i residenti in ogni continente a stabilirsi nella nazione fin dai primi anni dell'era pionieristica. L'immigrazione è stata la principale fonte di crescita demografica e politica degli Stati Uniti e ha contribuito in gran parte all'arricchimento culturale della storia statunitense.
Gli aspetti sociopolitici ed economici che porta oggi l'immigrazione hanno creato l'apertura di dibattiti nazionali in materia come la diversità etnica e religiosa, crescita dell'occupazione degli stranieri in sfavore degli autoctoni, modelli insediativi, impatto ambientale e sociale, identità nazionale, appartenenza politica, criminalità, valori morali e abitudini.
Oggi i flussi immigratori regolarizzati in contrasto allo spaventoso aumento dell'immigrazione clandestina, specie proveniente da paesi latinoamericani, hanno riaperto la questione dell'imposizione di nuove leggi sulla regolamentazione dell'immigrazione. Nel 2006 gli Stati Uniti, con un numero vicino ai 37,5 ml di stranieri residenti legalizzati, erano la prima nazione del mondo per numero di immigrati ospitati. Nel 2013, gli stranieri residenti negli Stati Uniti sono 41,347,945 su una popolazione totale di 316,497,531 individui.
La recente immigrazione clandestina proveniente dal Messico ha portato alla rinascita di discussioni in materia, chiedendo il rafforzamento delle leggi anti clandestinità vigenti o l'applicazione di nuove per fronteggiare il flusso illegale oltrelimite. In ottemperanza alle richieste, nel 1994 iniziò la costruzione di una barriera da parte degli Stati Uniti per limitare l'immigrazione dal Messico.

## Storia

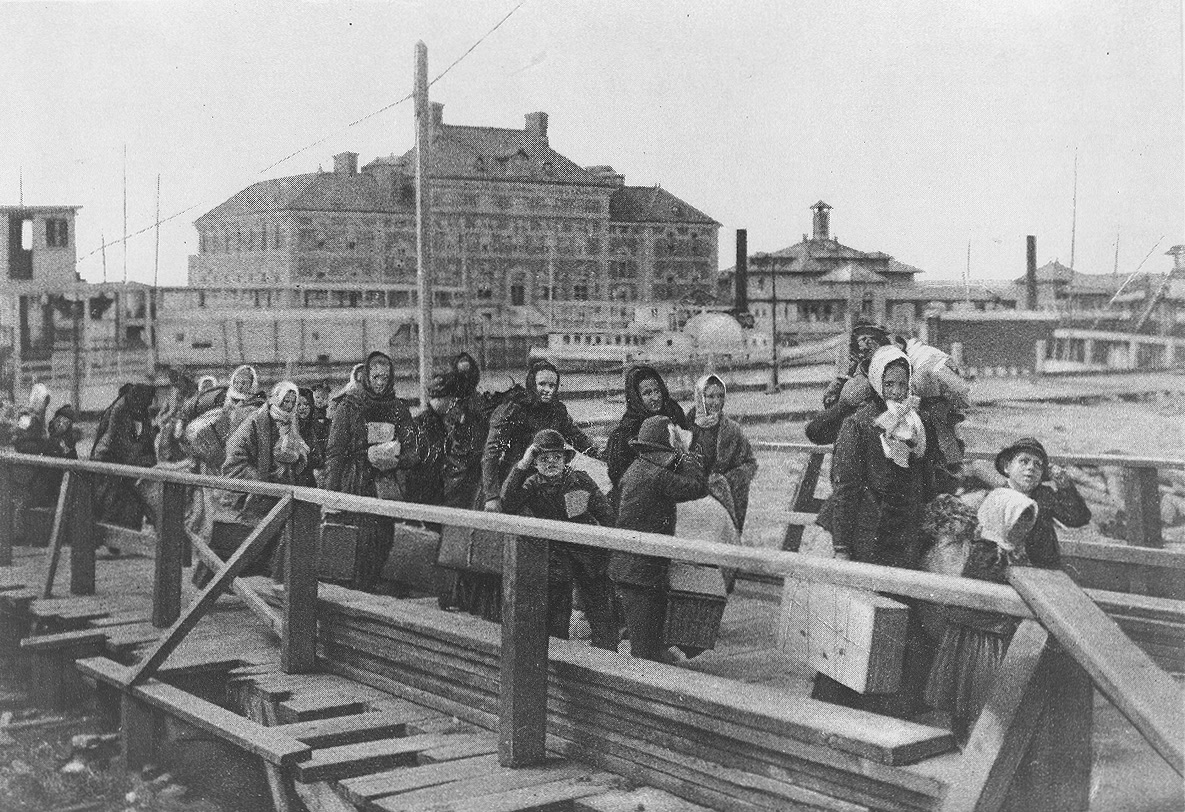
Gli immigrati in arrivo a Ellis Island nel 1902.

La storia dell'immigrazione verso gli Stati Uniti può essere distinta in quattro periodi: epoca coloniale, metà del XIX secolo, primo ventennio del Novecento e post 1965. Ogni epoca si è contraddistinta dalle altre per i motivi che hanno spinto la gente ad emigrare e per le diverse etnie coinvolte nei movimenti di massa. La metà del diciannovesimo secolo fu protagonista dell'immigrazione di massa da paesi dell'Europa centrosettentrionale ed occidentale (Germania, Irlanda), mentre gli inizi del Novecento furono caratterizzati dall'arrivo di europei meridionali e orientali (Italia, paesi dell'Est). Dal 1965 ha riavuto inizio una forte immigrazione dai paesi asiatici (Cina, India) e latinoamericani (Messico, El Salvador, Guatemala e Honduras).
Dal 1836 al 1914, oltre 30 milioni di europei sono emigrati negli Stati Uniti.

## Regolamentazioni

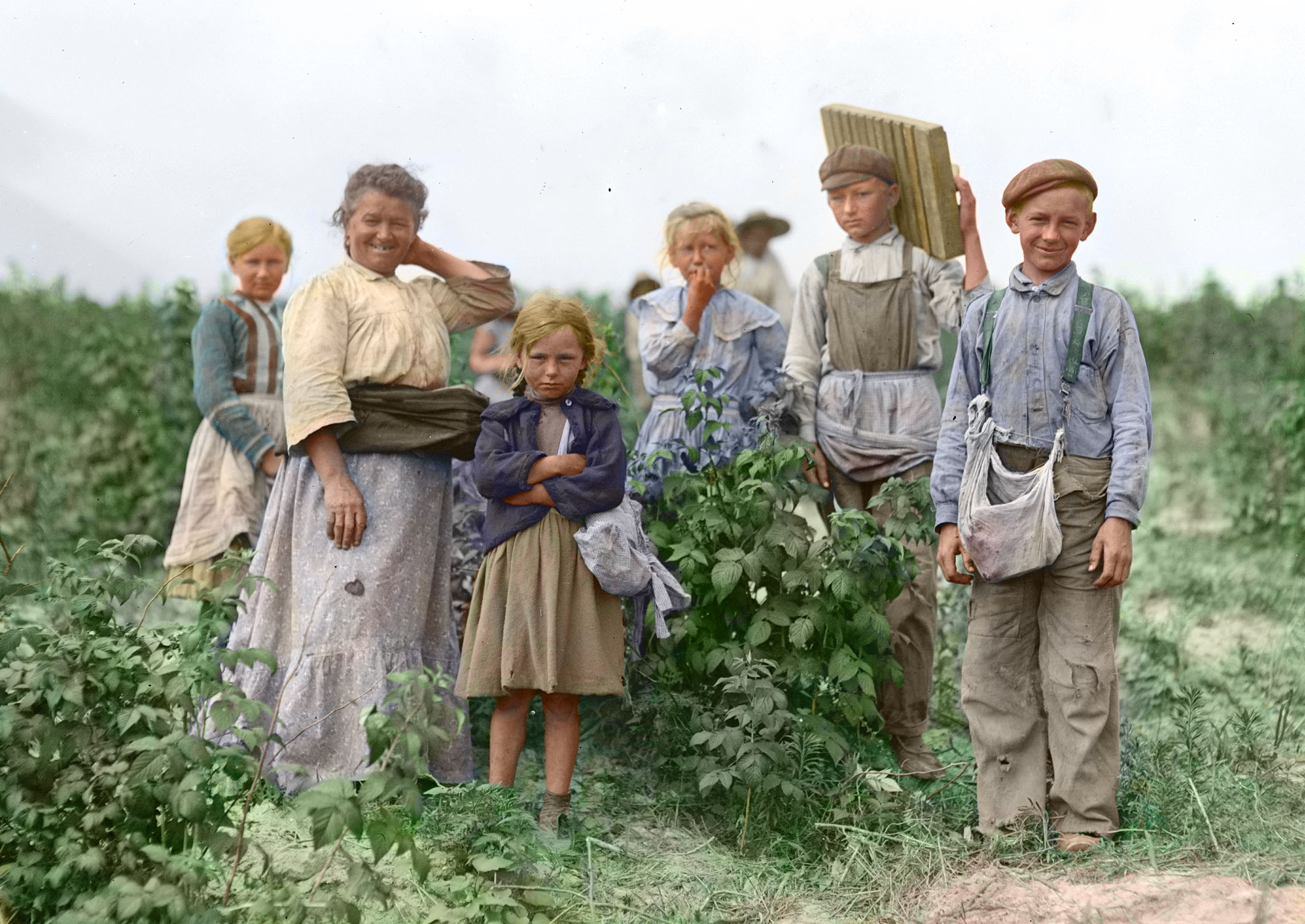
Immigrati polacchi che lavorano in agricoltura nel 1909.

L'immigrazione verso gli Stati Uniti non ebbe particolari restrizioni e regolamentazioni di flussi durante l'era pionieristica, anzi in questa fase i primi coloni bianchi operarono la conquista delle terre occidentali in mano ai nativi americani proprio grazie alla sovra immigrazione dalle patrie europee.
Solo a partire dal 1875 si cominciò a disciplinare l'ingresso escludendo certe categorie di persone come: indigenti ed analfabeti, infermi, dementi, prostitute, anarchici e comunisti. Da quell'anno il governo federale studiò diverse norme di regolamentazioni dei flussi d'immigrazione, indirizzati però ai gruppi etnici e non più all'appartenenza sociale. Queste leggi anti immigratorie erano inizialmente indirizzate a contrastare i forti arrivi provenienti dall'Asia: nel 1882 si configurava in questo contesto il Chinese Exclusion Act, che chiudeva di fatto l'apertura all'immigrazione cinese.

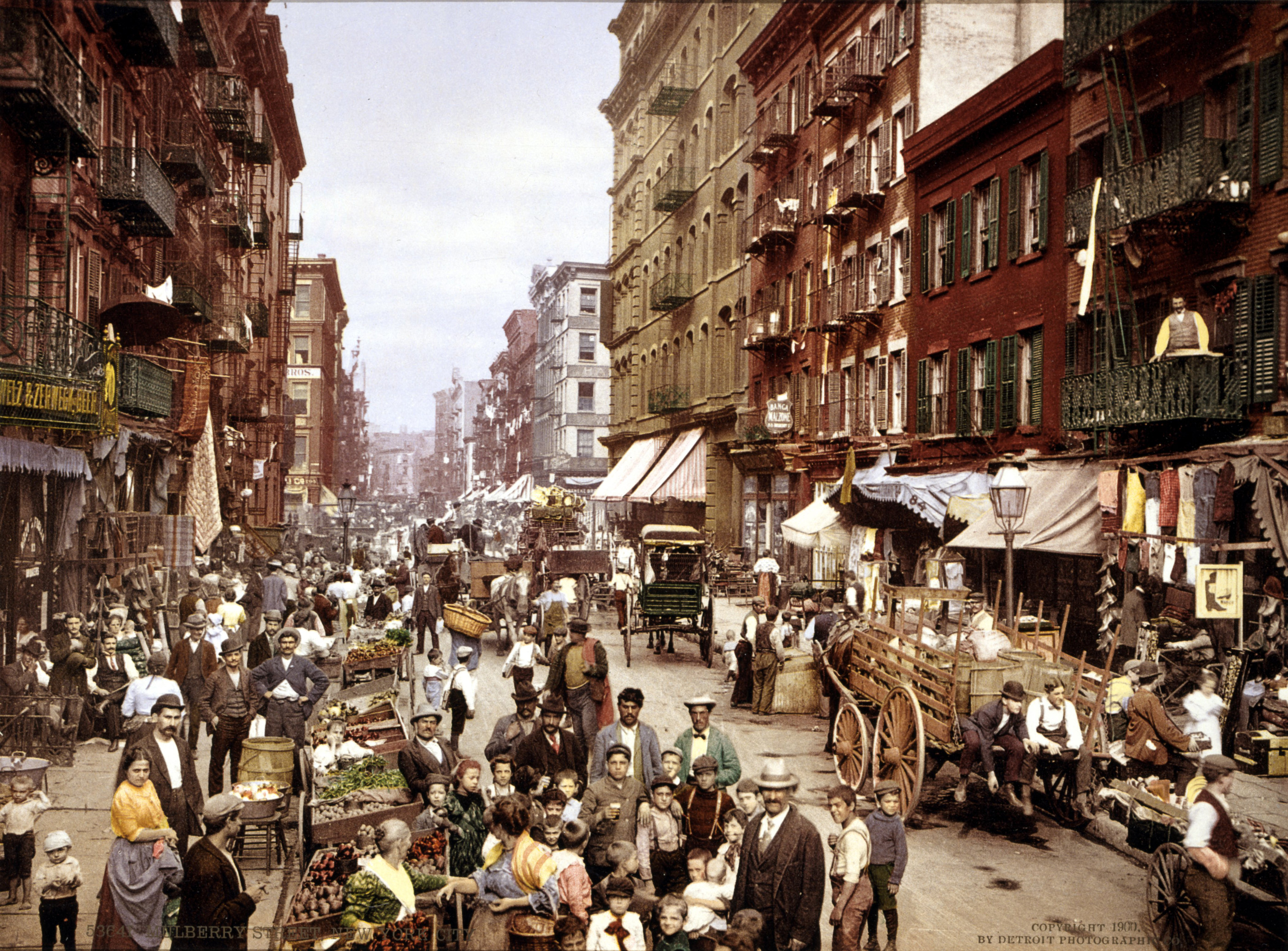
Little Italy a New York in una foto di inizio '900.

Le politiche d'immigrazione sempre più restrittive nei riguardi degli asiatici andarono a preferire l'arrivo degli europei, cosa che però portò con gli anni all'attuazione di norme restrittive totali o parziali anche per essi.

## Effetti dell'immigrazione contemporanea

### Politica
L'appartenenza politica degli immigrati differisce a seconda della religione, dell'etnia e della generazione. È provato per esempio che gli ispanici evangelici sono molto più legati ai valori conservatori della propria fede che i non ispanici.

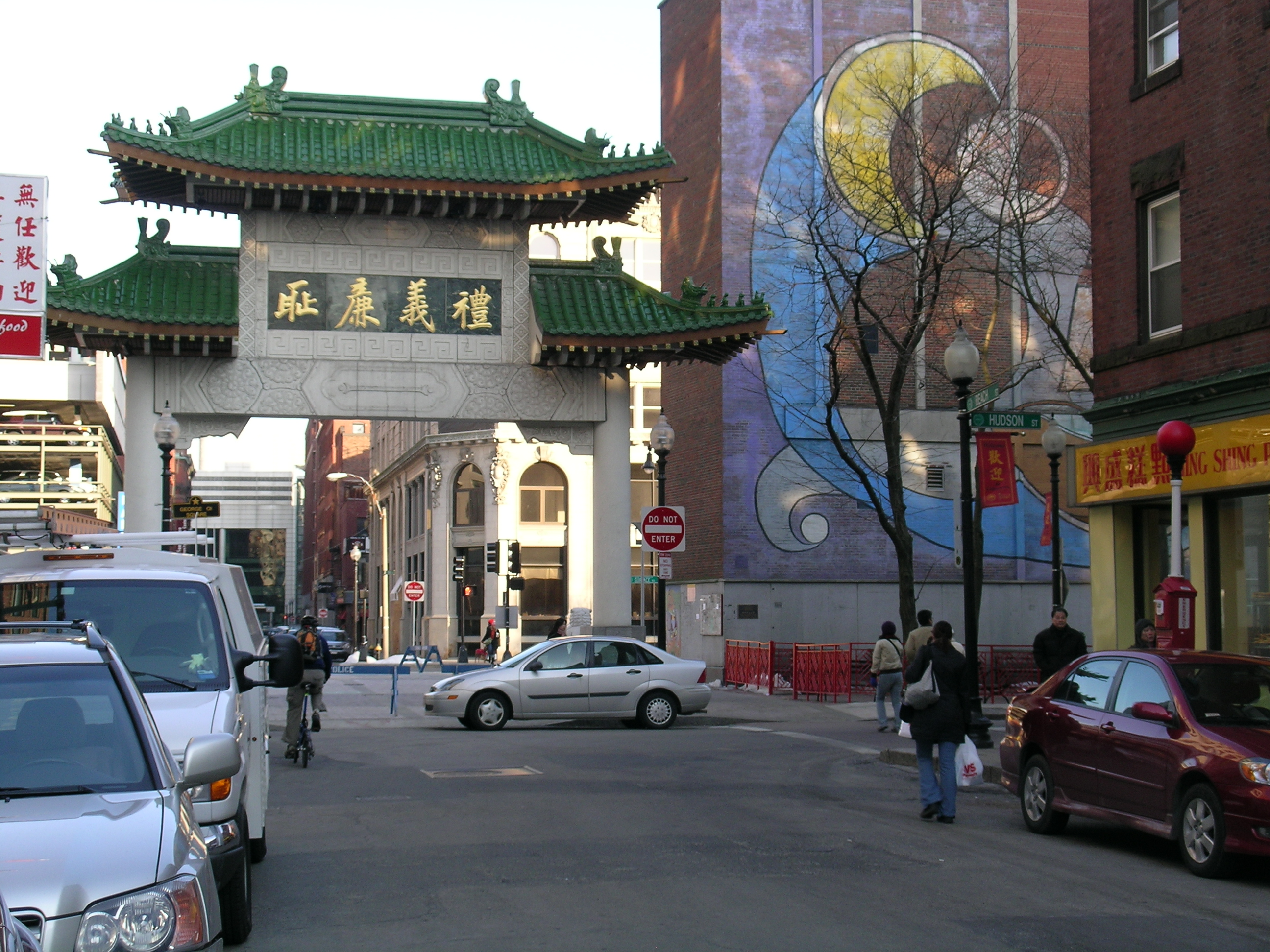
la Chinatown di Boston, Massachusetts, 2008.

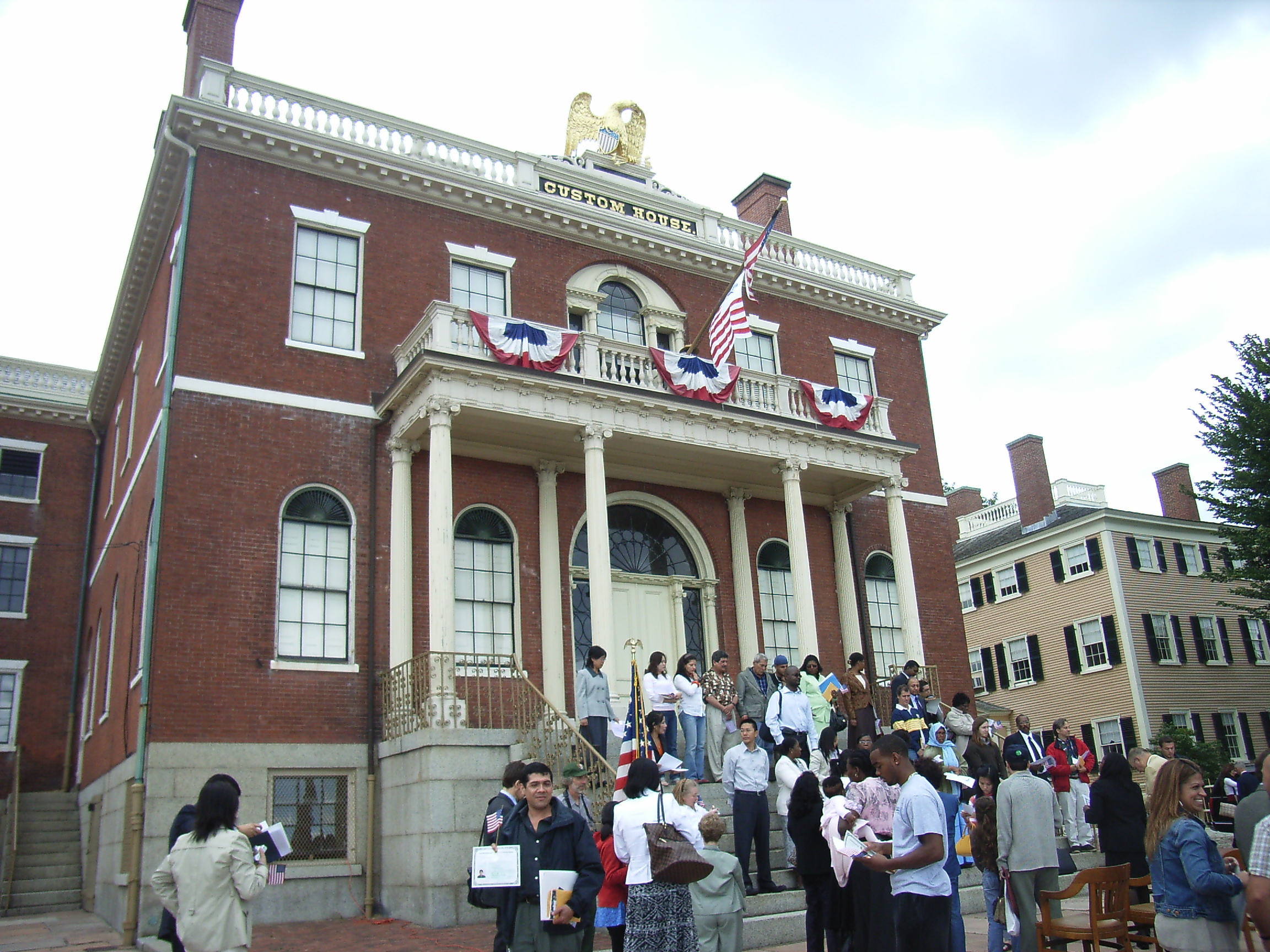
Cerimonia di naturalizzazione a Salem.

Questa tendenza è in grosso modo parte della leva culturale che gli ispanici hanno avuto dal cattolicesimo, che infonde nella quasi totalità di essi una forte identità cristiana. Sebbene tra gli immigrati siano presenti diverse correnti politiche, il Partito Democratico è il partito storicamente preferito dagli elettori immigrati per le sue politiche d'immigrazione e integrazione.

### Società
Nella società contemporanea si verificano sempre più spesso fenomeni di razzismo verso le nuove generazioni e le minoranze etniche e contrasti anche violenti tra le diverse comunità. I casi maggiormente riportati di questi conflitti possono essere le rivalità tra neri e coreani (vedi  rivolta di Los Angeles) o tra afroamericani e ispanici di colore. Nelle carceri si è assistito a una recrudescenza della violenza tra bande di prigione afroamericane e messicane, specie in California vi sono state diverse rivolte e uccisioni su commissione nelle carceri. Dopo la recente emigrazione degli afroamericani verso i quartieri laterali occupati in prevalenza da messicani, sono stati segnalati casi di aggressione da ambedue le parti.
Negli anni recenti sono aumentati i casi di violenza tra europei americani ed ispanici, africani di nuova immigrazione e afroamericani e tra ispanici nati statunitensi e quelli appena immigrati

## Immigrazione clandestina
L'immigrazione clandestina negli Stati Uniti è un fenomeno che ha preso piede a partire dagli anni '60 del Novecento, e che riguarda principalmente stati dell'America centrale, dei Caraibi e dell'Asia sudorientale. La stragrande maggioranza degli immigrati clandestini arrivano dal Messico, El Salvador, Guatemala e Honduras (con destinazioni principali California, Texas, Arizona e New Mexico), da Cuba e da Porto Rico per quanto riguarda paesi Latinoamericani; riguardo ai flussi dall'Asia, bisogna ricordare la Cina, le Filippine ed il Vietnam. Il fenomeno ha raggiunto l'apice alla fine degli anni 90, anche se già nel 1994 era stata ultimata la costruzione di un muro al confine tra USA e Messico per il contenimento dei clandestini da quest'ultimo. Ad oggi si stima vi siano oltre 11 milioni di clandestini negli Stati Uniti.